# Haemophilus massiliensis
Espèce
Haemophilus massiliensis est une espèce de bactéries à Gram négatif de la famille des Pasteurellaceae dans le phylum des Pseudomonadota.

## Historique
L'espèce Haemophilus massiliensis est décrite en 2016 à la suite de l'isolement de sa souche type chez une femme atteinte de péritonite pelvienne.

## Description
L'espèce Haemophilus massiliensis est composée de bacilles gram négatifs anaérobies facultatifs.

## Taxonomie
Le nom correct complet (avec auteur) de ce taxon est Haemophilus massiliensis Lo et al. 2017. Bien que publiée en 2016, le nom de cette espèce est effectivement validé l'année suivante par le Comité international de systématique des procaryotes.

### Étymologie
L'étymologie de cette espèce H. massiliensis vient de la ville où a été isolée la souche type et est la suivante : mas.si.li.en’sis. L. masc./fem. adj. massiliensis, de Massilia (Marseille).